# Антильская чёрная кошачья акула
Антильская чёрная кошачья акула (лат. Apristurus canutus) — один из видов рода чёрных кошачьих акул (Apristurus) из семейства кошачьих акул (Scyliorhinidae).

## Ареал
Малоизученный глубоководный вид кошачьих акул. Встречается в Карибском бассейне у берегов Антигуа и Ангилья, Нидерландских Антильских островов, Флоридского пролива, Колумбии и Венесуэлы на глубине от 512 до 915 метров.

## Биология
Максимальный размер 45,5 см. Самцы достигают половой зрелости при длине 42,8 см, а самки от 39,5 до 45,5 см.

## Взаимодействие с человеком
Данных для оценки состояния сохранности вида недостаточно.